# Serra de Milany
La Serra de Milany és una serra situada als municipis de Vidrà a Osona i de Vallfogona de Ripollès al Ripollès, amb una elevació màxima de 1.533,3 metres.